# What Doesn't Kill You
What Doesn't Kill You is een misdaadfilm uit 2008, met Ethan Hawke en Mark Ruffalo. De première is op 12 december 2008 op het Toronto International Film Festival.

## Verhaal
Paulie en Brian zijn twee vrienden die steeds crimineler opgroeien. Wanneer ze oud genoeg zijn sluiten ze zich aan bij bendes.

## Rolverdeling
| Acteur              | Personage       |
| ------------------- | --------------- |
| Ethan Hawke         | Paulie          |
| Mark Ruffalo        | Brian           |
| Amanda Peet         | Stacy           |
| Donnie Wahlberg     | Detective Moran |
| Angela Featherstone | Katie           |